# Île Louviers
L'île Louviers, appelée aussi île aux Javiaux et île d'Antragues, est une ancienne île fluviale de la Seine à Paris, en France, qui dépendait du quartier de la Cité et qui fut rattachée à la berge au XIXe siècle.
Selon Michel Roblin, elle s’est aussi appelée île aux meules en raison de sa proximité avec le port au Foin.
Jacques-Antoine Dulaure relève les noms :  île des Meules-aux-Javeaux, île Bouteclou et île-aux-Ourmetiaux.

## Situation
L'île Louviers était située légèrement en amont de l'île Saint-Louis et possédait une taille comparable à cette dernière, 225 toises de longueur,. Elle était séparée de la rive droite par le bras de Grammont, ou petite rivière du Mail, et lui était reliée, en aval au nord-ouest, par le pont de Grammont et en amont au sud-est, par une estacade, la passerelle de l'Estacade. Le bras de la Seine fut d'abord élargi vers 1730.

## Historique

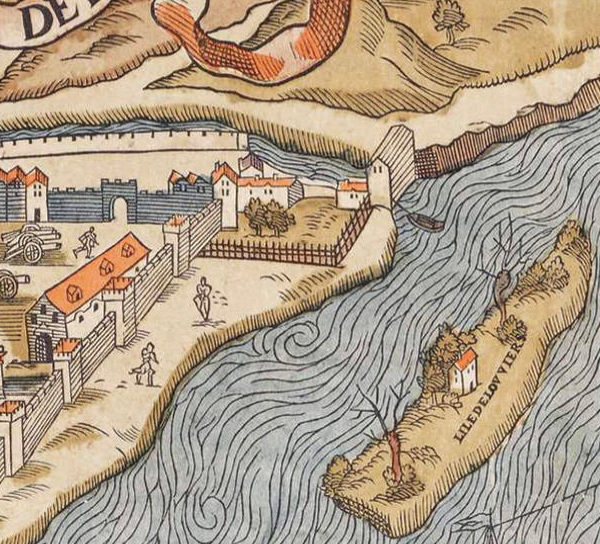
Île Louviers sur le plan de Truschet et Hoyau (vers 1550).

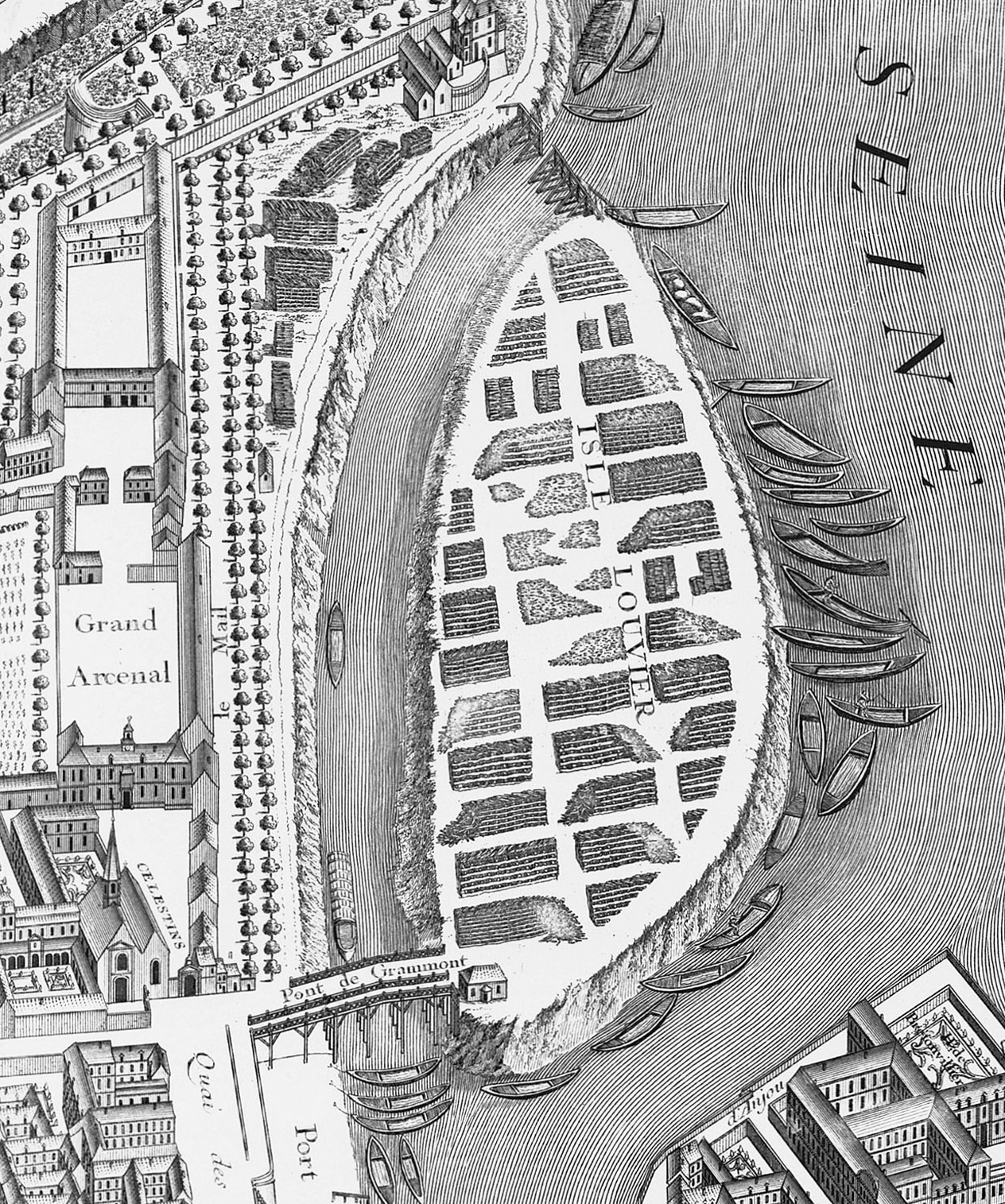
Île Louviers sur le plan de Turgot (1734-1739).

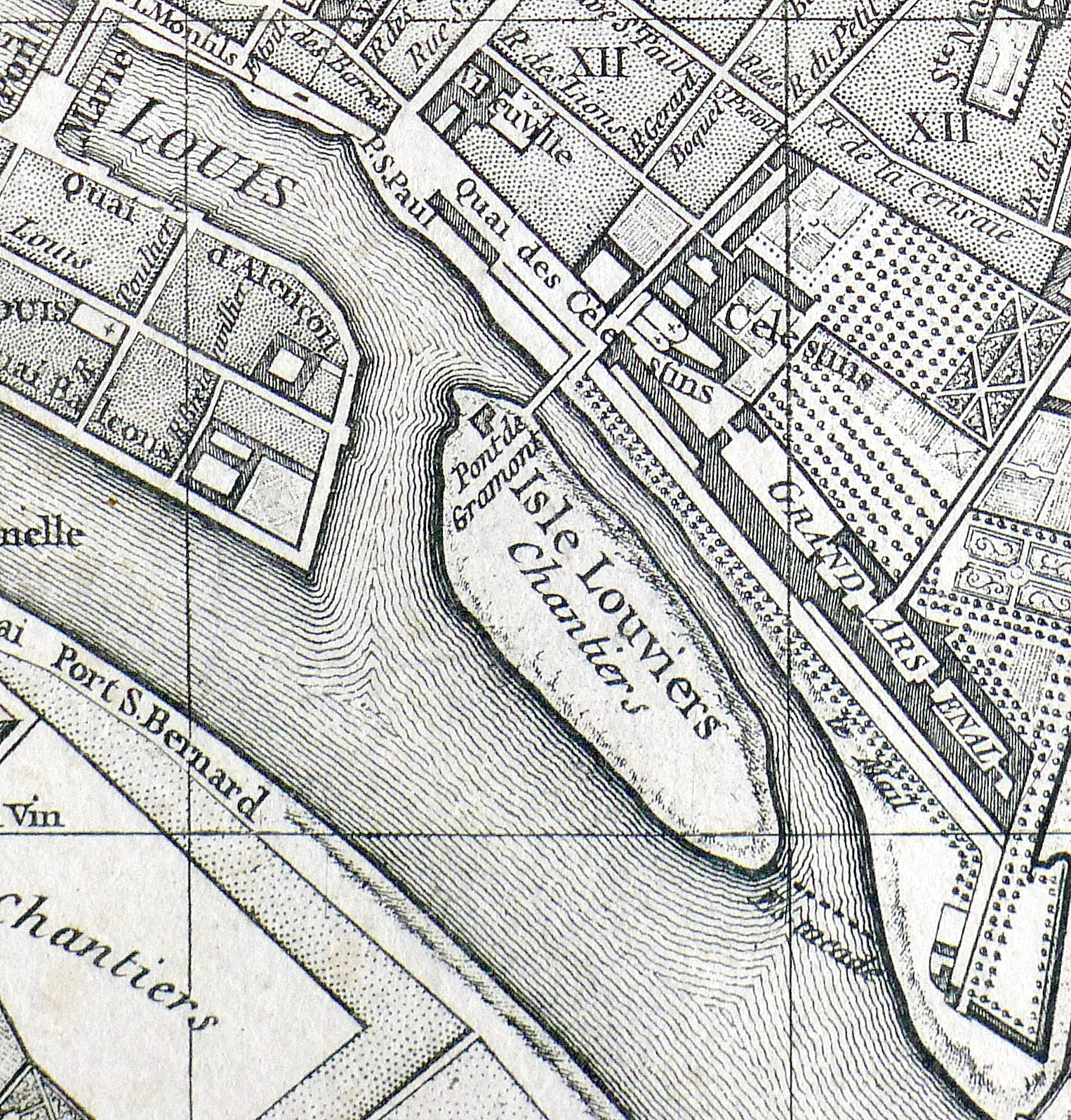
Île Louviers sur le plan de Vaugondy (1760).

Cette île appartenait en 1408 à Nicolas de Louviers, prévôt des marchands de Paris qui lui laissa son nom ; à l'origine, elle était couverte de pâturages.
Elle fut longtemps un terrain d'exercice pour les arbalétriers, puis elle se dota un temps, à l'initiative du prévôt des marchands et des échevins, d'un petit fort et d'une espèce de havre pour donner au roi Henri II un spectacle de siège et de combat naval. Il est probable que la seule construction figurée sur le plan de Truschet et Hoyau, vers 1550, représente ce bâtiment royal. Le lundi 2 septembre 1613, sous Louis XIII, pour la fête de la Saint-Louis, un petit château rempli de fusées de feux d'artifice fut dressé pour l'occasion sur l'île Louviers. Après une saynète guerrière, il fut mis en feu. Le roi et la reine régente ont pu admirer le spectacle pyrotechnique depuis leur tribune placée sur le quai des Célestins.
L’île entre en possession d’un dénommé d’Entrague, vers 1650.
L'île fut acquise par la ville de Paris en 1700 et affermée à des marchands de bois, en leur permettant d'y débarquer et d'y entreposer des poutres, poutrelles, poinçons, pannes, chevrons, sabliers et bien d'autres éléments. Le prix de location s'élevait à 40 000 francs par commerçant et par an. On accorde à Turgot la réalisation de l’estacade sur la pointe orientale de l’île, afin de dévier les glaces charriées par la Seine. Une échelle indiquant la profondeur de l'eau de la Seine est citée en 1789 sur cette estacade.
En 1793 (frimaire an II), date à laquelle elle passe au domaine national, une manufacture de boutons fantaisie en métal, qui avait été installée sur l'île par l'entrepreneur Gérantel après un séjour de neuf ans à Birmingham et qui possédait une machine à vapeur, a été réquisitionnée pour la fabrication d'armes. En 1798 (germinal an VI) les ouvriers se réunissaient sur l'île pour protester contre le coût élevé de la vie et contre les salaires trop bas.
En 1816, l'île était encore inhabitée et servait d'immense chantier de bois à brûler pour les Parisiens. Deux ponts la reliaient à la rive droite de la Seine : le pont de Grammont et la passerelle de l'Estacade.
En 1806, elle est rendue à la Ville.
En 1817, le docteur Bally, inspiré par les courants pédagogiques de son époque, propose la création d'un vaste institut destiné à l'éducation physique. Cependant, après l'expérience de la pension Durdan, il s'est avéré que la pratique de la gymnastique était meilleure si elle se réalisait sur les lieux où les élèves vivaient et étudiaient, et l'idée fut abandonnée.
En 1847, (ou en 1843 d'après le musée Carnavalet, les travaux ayant été ordonnés par Louis-Philippe en 1841), le bras de Grammont qui la séparait de la rive droite, et qu'il était possible de passer à sec pendant l'été, fut comblé et réuni au quai Morland, qui devint alors le boulevard Morland.
Lors des journées de juin 1848, des campements provisoires furent établis sur son site pour accueillir une partie de l'armée de Paris.

## Galerie

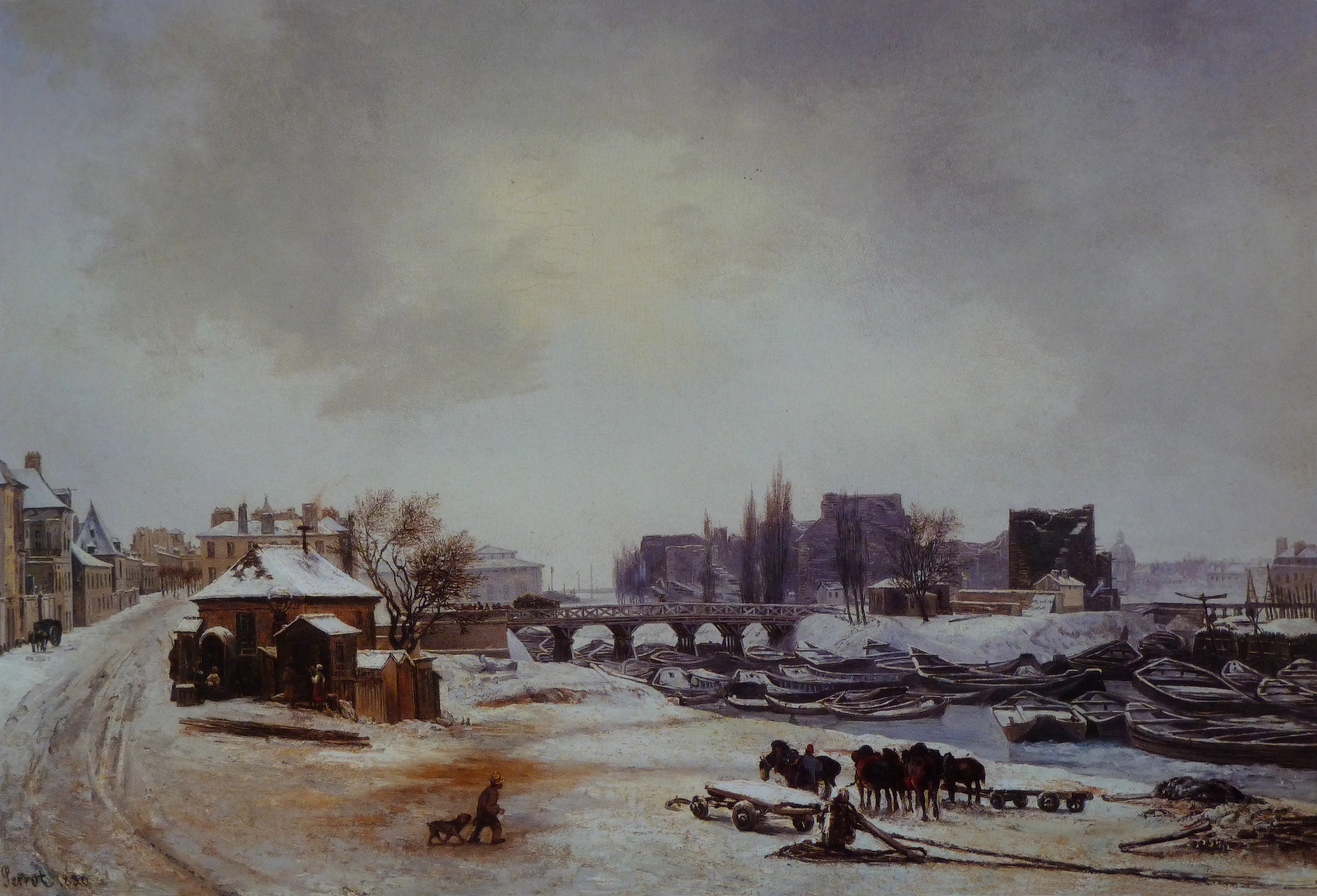
Antoine Perrot L'Île Louviers sous la neige, 1830, musée Carnavalet.
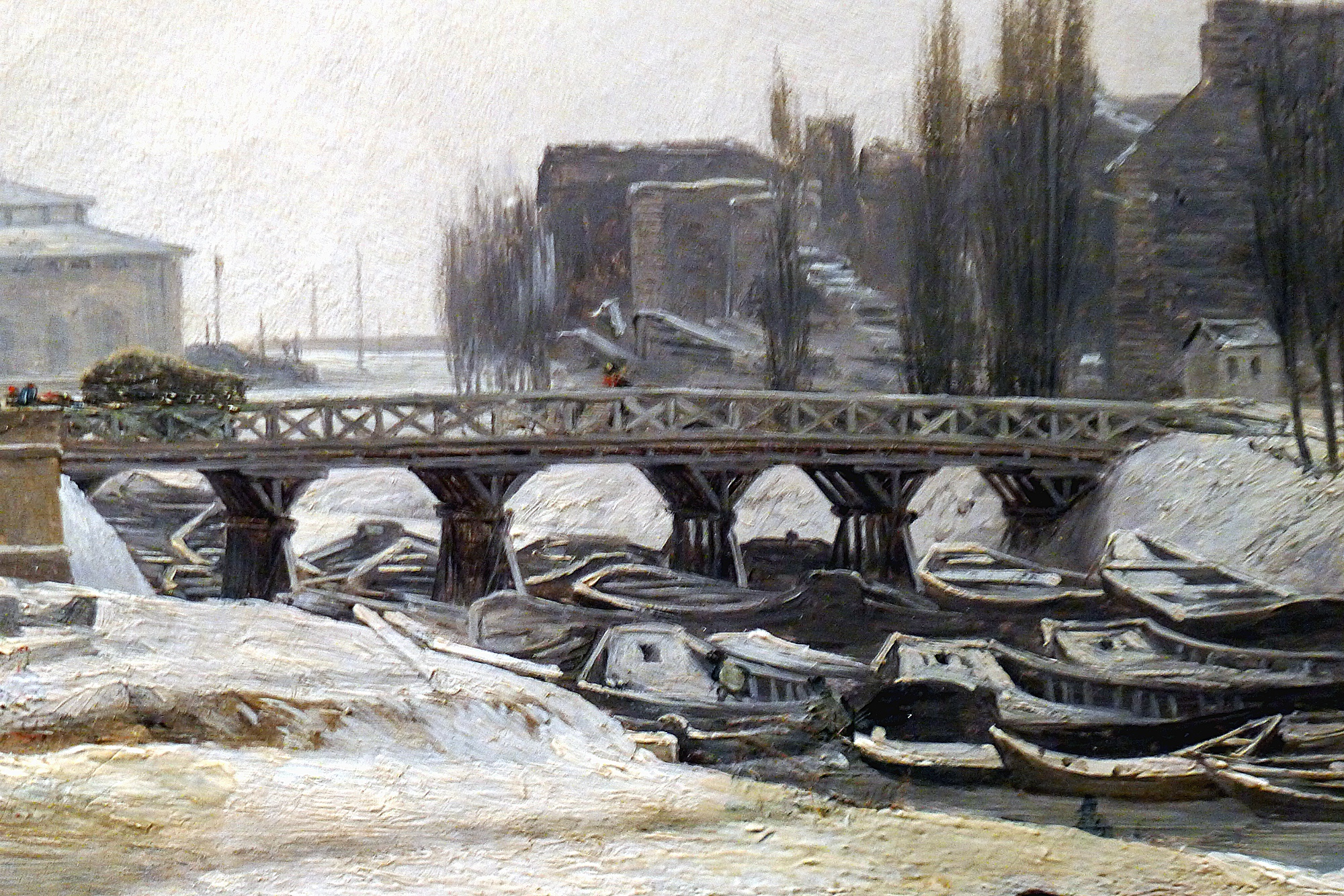
Le pont de Grammont lors du rude hiver 1830 ; à droite, l'île Louviers. Détail du tableau d'Antoine Perrot.
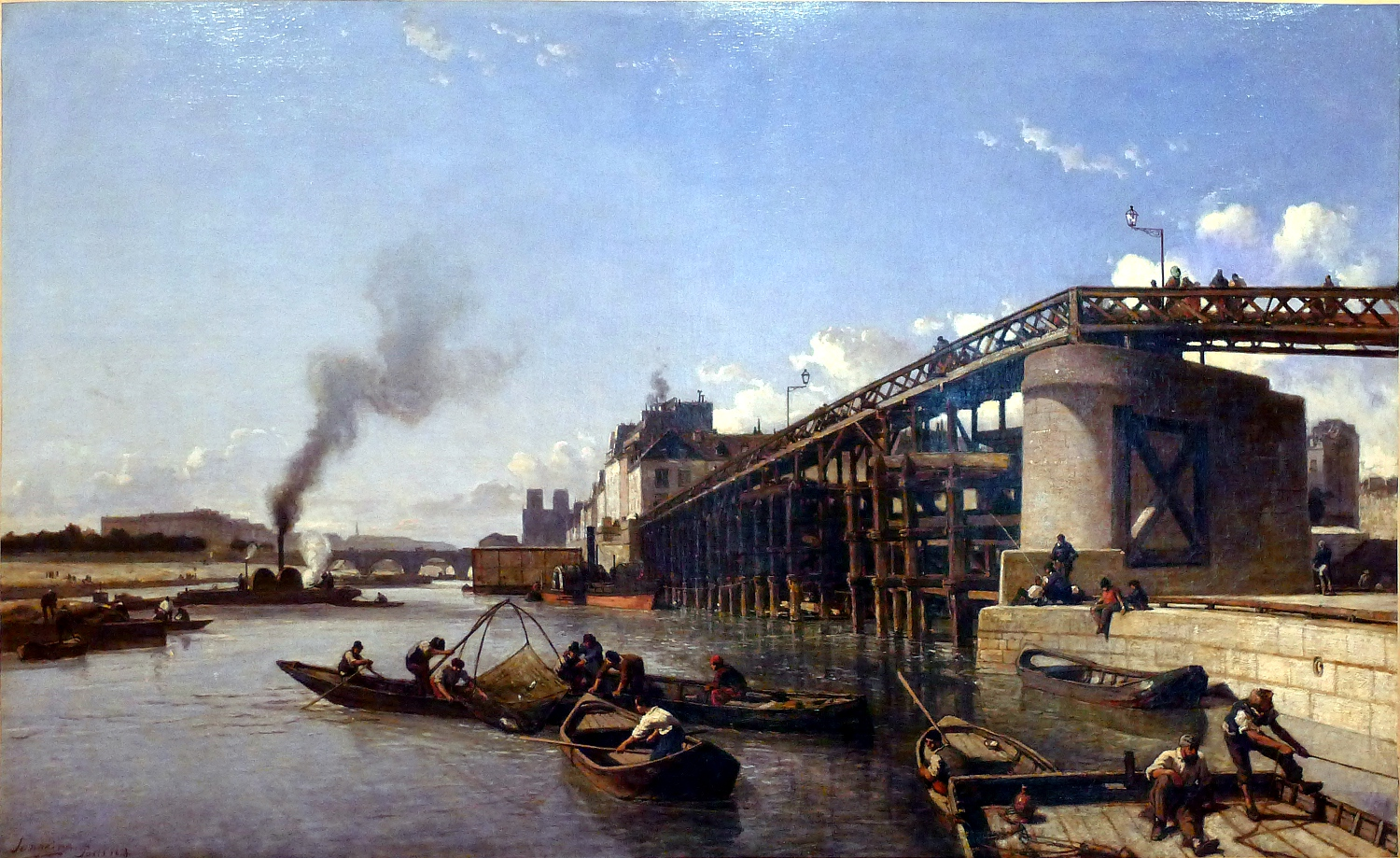
Pont de l'Estacade en 1853, Johan Barthold Jongkind (musée des beaux-arts d'Angers).
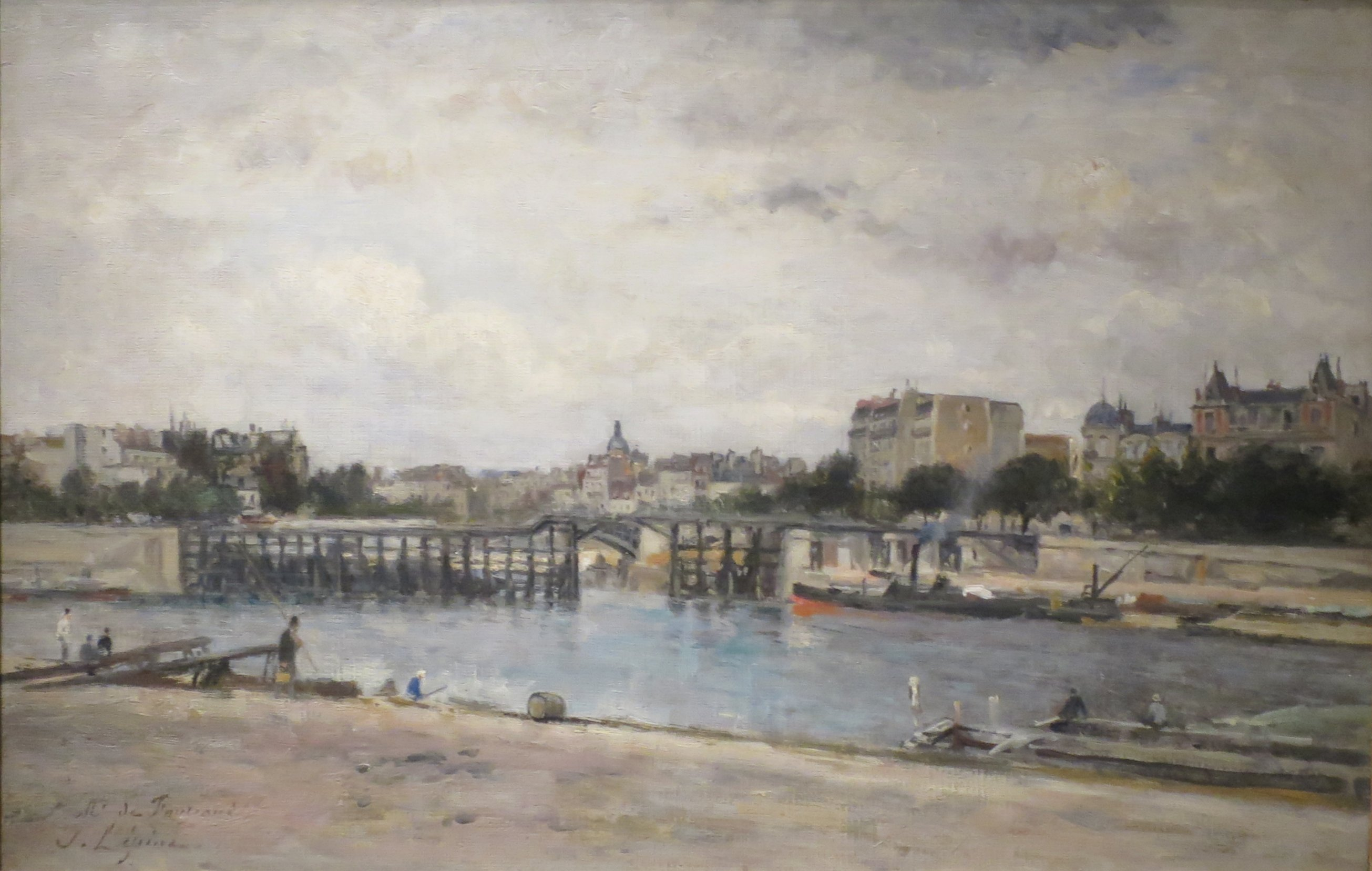
Pont de l'Estacade vers 1880-1884, Stanislas-Victor-Édouard Lépine.